# جزر نحيل
جزر نحيل (الاسم العلمي:Daucus gracilis) هو نوع من النباتات يتبع جنس الجزر من الفصيلة الخيمية.